# Vincze von Borbás
Vincze von Borbás (Ipoly-Litke, Hungria, 28 de julho de 1844 — Cluj-Napoca (Kolozsvár), 7 de julho de 1905) foi botânico húngaro.

## Biografia
Identificou e descreveu várias centenas de espécies novas de plantas para a ciência, porém a maior parte não foi considerada como válida.
Identificou e descreveu a espécie Lotus borbasii ( gênero Lotus da família das Fabaceae) e a espécie Asperula borbasiana (gênero Asperula da família das Rubiaceae).